# Leptoserolis sheppardae
Leptoserolis sheppardae är en kräftdjursart som först beskrevs av Bastida och Torti1969.  Leptoserolis sheppardae ingår i släktet Leptoserolis och familjen Serolidae. Inga underarter finns listade i Catalogue of Life.